# Kaloaraik
Koloaraik – u Indian z plemienia Toba bóg zła który stworzył świat.